# Aracus captator
Aracus captator Thorell, 1887 è un ragno appartenente alla famiglia Gnaphosidae.
È l'unica specie nota del genere Aracus.

## Distribuzione
L'unica specie oggi nota di questo genere è stata rinvenuta in Birmania.

## Tassonomia
Potrebbe essere un sinonimo posteriore di Haplodrassus Chamberlin, 1922, secondo quanto annotato in un lavoro dell'aracnologa Deeleman-Reinhold del 2001, nota ripresa anche da Murphy nel 2007.
Dal 1893 non sono stati esaminati altri esemplari, né sono state descritte sottospecie al 2015.

### Specie trasferite
- Aracus nigropunctatus (Rainbow, 1920); trasferita al genere Araneus Clerck, 1757[1].